# Poul Robert Weile
Poul Robert Weile (født 14. juni 1954 i Nyborg) er en dansk kunstner og performer, uddannet fra Det Fynske Kunstakademi 1979 - 1984 og har siden 2008 boet og arbejdet i Berlin. Med base i Berlin arbejder Poul Robert Weile mest internationalt. Talrige offentlige udsmykningsopgaver, blandt andre: Fredens Kirke, Odense 1995 ("Paulus", bronze og granit), Odense Bys Kunstfond "Adapted Surroundings No 1", opstillet 2000, pt. under ombygning samt "Sail Away to the Land You know so Well".
Han er repræsenteret på flere danske kunstmuseer.